# 아즈마야 고로
아즈마야 고로(일본어: 東屋 五郎, 1920~2010)는 일본의 수학자이다. 헨젤 환과 아즈마야 대수의 개념을 도입하였다.

## 생애
1920년에 요코하마시에서 태어났다. 1940년에 도쿄 대학에 입학하여 학사 학위를 수여받았고, 1949년에 나고야 대학에서 이야나가 쇼키치 아래 박사 학위를 수여받았다. 이후 나고야 대학에서 조교수로 있었으며, 1951년에 아즈마야 대수의 개념을 도입하였다.
1953년에 홋카이도 대학 교수가 되었다. 1968년에 인디애나 대학교 교수가 되었다.
1990년에 인디애나 대학교에서 은퇴하였다. 2009년에 일본으로 귀향하였고, 2010년 7월 8일 사망하였다.
아내 마쓰코(松子)와 결혼하여, 아들 히데히코를 두었다.